# House of Pain
House of Pain var en hiphopgrupp från USA, bestående av Everlast, Danny Boy och DJ Lethal, som ofta betonade gruppmedlemmarnas irländska ursprung. Deras mest kända låt är Jump Around från 1992.
När gruppen splittrades 1996 fortsatte Everlast med en solokarriär och DJ Lethal gick med i bandet Limp Bizkit. Samtliga medlemmar figurerar numera i hiphopgruppen La Coka Nostra.

## Medlemmar
- Everlast (f. Erik Francis Schrody 18 augusti 1969 i Valley Stream, New York)
- Danny Boy (f. Daniel O'Connor 12 december 1968 i Brooklyn, New York City)
- DJ Lethal (f. Leors Dimant 18 december 1972 i Riga, Lettland)

Bildgalleri

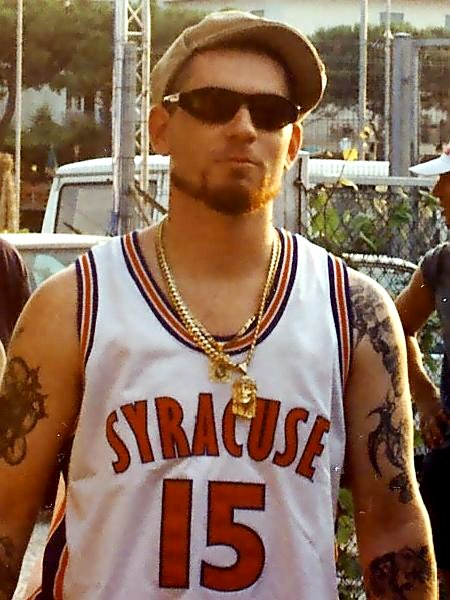
Everlast
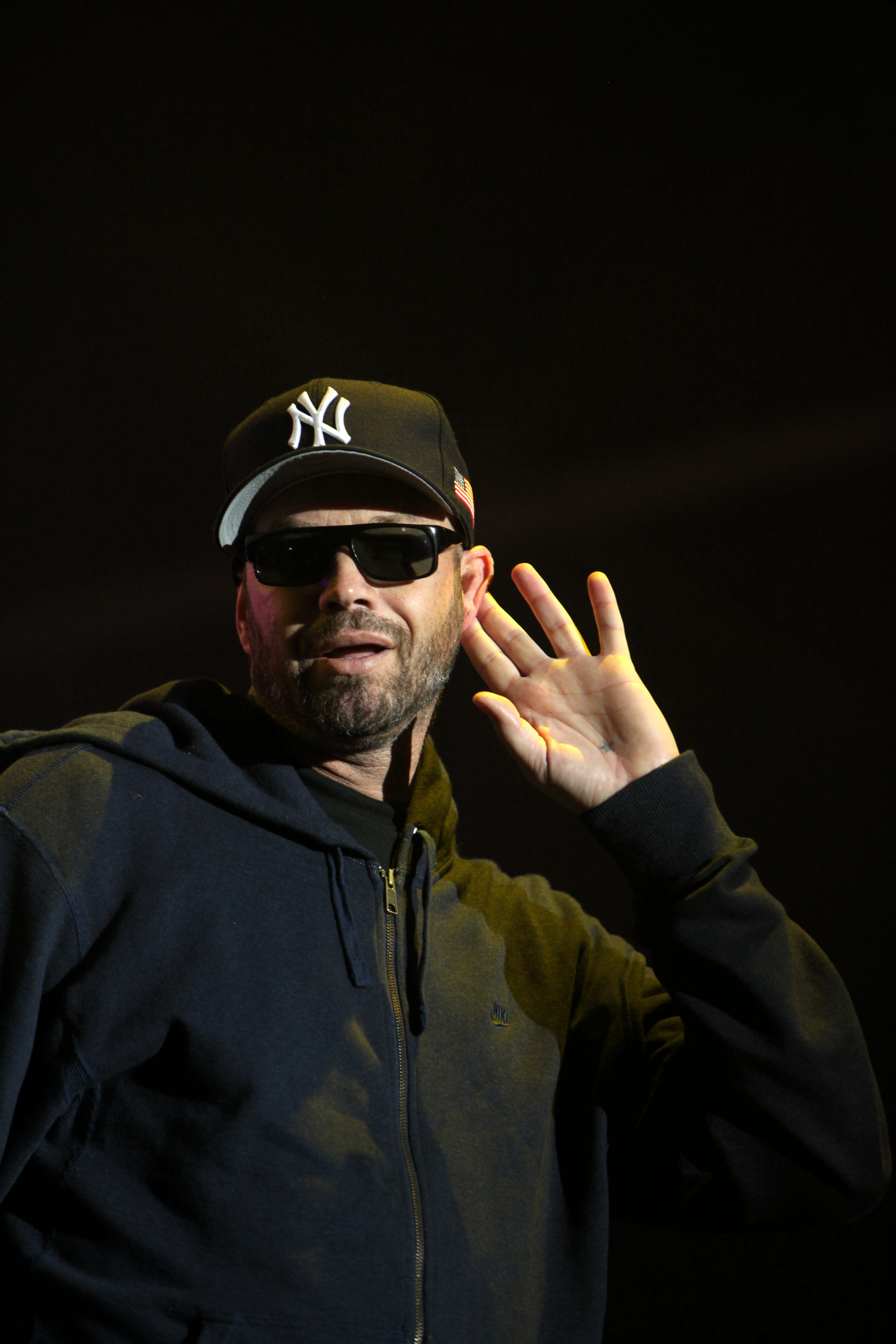
Danny Boy
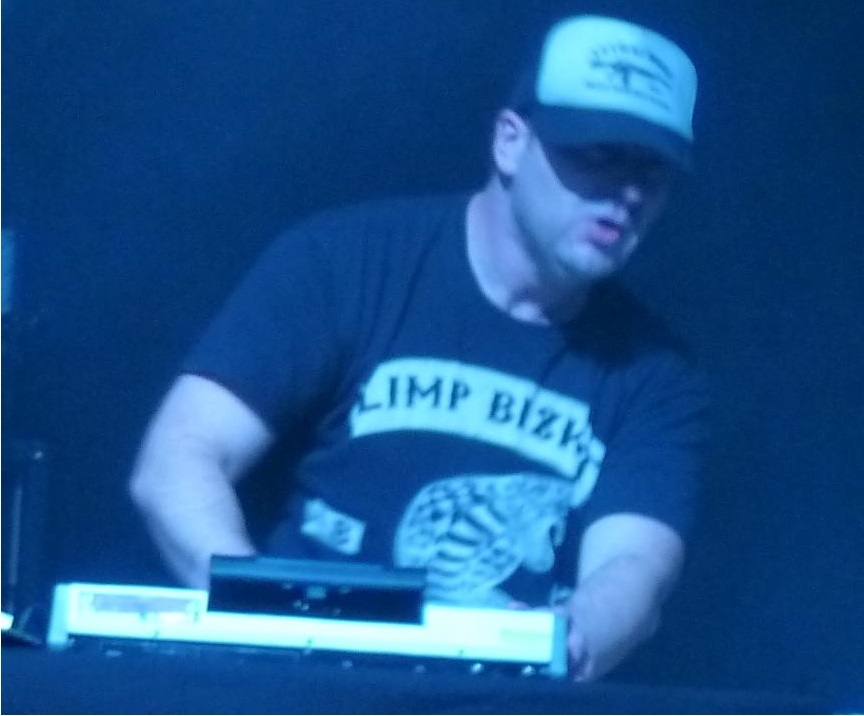
DJ Lethal

## Diskografi
Studioalbum
- House of Pain (1992)
- Same as It Ever Was (1994)
- Truth Crushed to Earth Shall Rise Again (1996)

- EP
- Legend (1994)

Singlar
- Jump Around (1992)
- Shamrocks and Shenanigans (1992)
- Who's the Man? (1993)
- On Point (1994)
- It Ain't a Crime (1994)
- Over There Shit (1995	)
- Fed Up (1996)

Samlingsalbum
- Shamrocks & Shenanigans (2004)